# Zuzana Henrietta Lotrinská
Zuzana Henrietta Lotrinská (1. února 1686 – 19. října 1710, Paříž) byla členka rodu Lotrinských a sňatkem vévodkyně z Mantovy. Její manžel Ferdinand Karel Gonzaga byl posledním mantovským vévodou z rodu Gonzaga.

## Život
Zuzana Henrietta se narodila jako předposlední dcera Karla Lotrinského, vévody z Elbeufu, a jeho třetí manželky Françoise de Montault de Navailles (1653-1717), dcery Filipa de Montaut-Bénac, vévody z Navailles. Dva její starší nevlastní bratři Jindřich a Emanuel Mořic, byli postupně vévody z Elbeufu a ona sama byla známá jako Mademoiselle d'Elbeuf.
Jindřich Jules Bourbon-Condé (syn le Grand Condé) navrhoval svou dceru Marii Annu, Mademoiselle de Montmorency, jako nevěstu pro Ferdinanda Karla Gonzagu, vládce vévodství Mantova a Monferrato (ve Francii známého jako Charles de Gonzague), tento svazek se však neuskutečnil. Ferdinandova první manželka a sestřenice Anna Isabela Gonzagová zemřela v srpnu 1703, aniž mu zanechala potomky.
Přestože byli Lotrinští-Elbeuf u francouzského dvora počítáni mezi zahraniční knížata, jako vedlejší linie nevládnoucí vedlejší linie (Guisové) Lotrinských, nebylo jejich zvykem oddávat se s korunovanými hlavami. Vévoda Ferdinand Karel Gonzaga nicméně viděl ruku Zuzany Henrietty jako cíl dynastické aliance s jiným vládnoucím vévodským rodem pod francouzským vlivem. Osmnáctiletá Zuzana Henrietta se za o třicet čtyři let staršího vévodu provdala 8. listopadu 1704 v Miláně.
Mantovský vévoda zemřel 5. července 1708 a dvaadvacetiletá Zuzana ovdověla.
Zuzana Henrietta se vrátila do Francie. Později se zúčastnila soudní pře mezi Leopoldem Josefem Lotrinským a Annou Henriettou Bavorskou o dědictví rodu Guisů. Zuzana zemřela 19. října 1710 ve 24 letech v Paříži. Pohřbena byla v Carmel du faubourg Saint-Germain v kryptě svého dědečka, Maréchal de Navailles. Louis de Rouvroy de Saint-Simon zpozoroval, že "zemřela v rozkvětu svého mládí po dlouhé nemoci", také poznamenal, "že poté, co byla považována za krásku, její "bizarní" manželství bylo příčinou smutného života".